# NGC 5114
NGC 5114 ist eine Linsenförmige Galaxie vom Hubble-Typ E/SB0 im Sternbild Zentaur am Südsternhimmel. Sie ist schätzungsweise 154 Millionen Lichtjahre von der Milchstraße entfernt und hat einen Durchmesser von etwa 90.000 Lichtjahren. 
Das Objekt wurde am 3. Juni 1836 von John Herschel mit einem 18-Zoll-Spiegelteleskop entdeckt, der dabei „faint, slightly elongated, pretty suddenly brighter in the middle. The following of 2“ notierte. Das zweite genannte Objekt ist NGC 5108.